# Challenger de Toyota 2013
El Dunlop World Challenge 2013 fue un torneo de tenis profesional que se jugó en pistas duras bajo techo. Se trató de la 6.ª edición del torneo que forma parte del ATP Challenger Tour 2013 . Tuvo lugar en Toyota, Japón entre el 18 y el 24 de noviembre de 2013.

## Jugadores participantes del cuadro de individuales

### Cabezas de serie
| Favorito | País                    | Jugador               | Rank1 | Posición en el torneo |
| -------- | ----------------------- | --------------------- | ----- | --------------------- |
| 1        | Bandera de Australia    | Matthew Ebden         | 95    | CAMPEÓN               |
| 2        | Bandera de Japón        | Go Soeda              | 114   | Primera ronda         |
| 3        | Bandera de Francia      | Pierre-Hugues Herbert | 162   | Segunda ronda         |
| 4        | Bandera de Japón        | Yūichi Sugita         | 163   | FINAL                 |
| 5        | Bandera de Japón        | Tatsuma Ito           | 170   | Cuartos de final      |
| 6        | Bandera del Reino Unido | James Ward            | 172   | Cuartos de final      |
| 7        | Bandera de Japón        | Hiroki Moriya         | 177   | Segunda ronda         |
| 8        | Bandera de Eslovenia    | Blaž Rola             | 186   | Semifinales           |

- 1 Se ha tomado en cuenta el ranking del 11 de noviembre de 2013.

### Otros participantes
Los siguientes jugadores recibieron una invitación (wild card), por lo tanto ingresan directamente al cuadro principal (WC):
- Sho Katayama
- Takao Suzuki
- Yusuke Watanuki
- Jumpei Yamasaki

Los siguientes jugadores ingresan al cuadro principal tras disputar el cuadro clasificatorio (Q):
- Yuuya Kiba
- Takashi Saito
- Artem Sitak
- Danai Udomchoke

## Campeones

### Individual Masculino
- Matthew Ebden derrotó en la final a  Yūichi Sugita 6–3, 6–2.

### Dobles Masculino
- Chase Buchanan /  Blaž Rola derrotaron en la final a  Marcus Daniell /  Artem Sitak 4–6, 6–3, [10–4]